# Lars Zetterlund

AIK Fotboll

Lars Åke Zetterlund (* 11. Februar 1964 in Härnösand) ist ein schwedischer ehemaliger Fußballspieler. Der Mittelfeldspieler, der mit AIK und IFK Göteborg nationale wie internationale Titel gewann, bestritt seine Spielerlaufbahn in Schweden und Schottland. Nach seinem Karriereende wechselte er auf die Trainerbank.

## Werdegang

### Durchbruch bei AIK und Europapokaltriumph mit IFK Göteborg
Zetterlund trat 1971 der Jugendabteilung des IF Älgarna bei. Dort durchlief er die einzelnen Jugendmannschaften und rückte 1980 in die Erwachsenenmannschaft auf, wo er an der Seite seines Vaters Karl-Åke Zetterlund auflief. Parallel spielte er für den Klub zudem Eishockey.
Vor der Erstligaspielzeit 1981 hatte sein Onkel Rolf Zetterlund das Traineramt bei AIK in der Allsvenskan übernommen. Hatte er vorher die Entwicklung seines Neffen beobachtet, holte er ihn zum Stockholmer Klub. Dort spielte er zunächst in der Jugendmannschaft und gab zeitgleich das Eishockeyspielen auf. Hatte er im August 1982 anlässlich eines Pokalspiels gegen IS Halmia sein Pflichtspieldebüt für die erste Mannschaft des Vereins gegeben, debütierte er im September des Jahres beim 0:0-Unentschieden Örgryte IS als Einwechselspieler für Jan Eriksson in der Allsvenskan. Ende des Monats stand er beim 2:2-Unentschieden gegen Halmstads BK erstmals in der Startelf und war auch bei den Relegationsspielen gegen den Lokalrivalen Djurgårdens IF, die erfolgreich beendet wurden, mit von der Partie. Dabei zur Stammkraft gereift bestritt er in den folgenden vier Jahren 101 Ligaspiele in Serie, einzig bei der 0:3-Auswärtsniederlage bei Gefle IF im Mai 1983 stand er dabei nicht in der Anfangself. 
An der Seite von Göran Göransson, Jyrki Nieminen, Bernt Ljung, Ove Rübsamen und Björn Kindlund führte Zetterlund die Mannschaft zurück in die Ligaspitze. Am Ende der Spielzeit 1983 Tabellenführer schied sie im Halbfinale der Meisterschafts-Play-Offs gegen den späteren Meister IFK Göteborg aus. Zwar verpasste sie zwei Jahre später den erneuten Einzug in die Endrunde, die Saison wurde jedoch vom ersten Titelgewinn seit dem Pokalsieg 1976 gekrönt: Im heimischen Råsundastadion gewann die Mannschaft das Pokalfinale im Elfmeterschießen gegen Östers IF, Zetterlund verwandelte dabei seinen Elfmeter. In der Spielzeit 1986 stand er mit der Mannschaft erneut vor einem Titelgewinn. Als Tabellendritter für die Meisterschaftsendrunde qualifiziert erreichte er das Endspiel gegen Malmö FF. Im Hinspiel gelang ein 1:0-Heimerfolg nach einem von Mats Olausson verwandelten Strafstoß. Das Rückspiel dominierte der Konkurrent, bei dem Lasse Larsson als dreifacher und Mats Magnusson als zweifacher Torschütze glänzten, mit einem 5:2-Erfolg. Dies war das letzte Spiel von Zetterlund im AIK-Trikot, der zum Ligakonkurrenten IFK Göteborg weiterzog.
Unter Trainer Gunder Bengtsson zog Zetterlund mit der Mannschaft an der Seite von Thomas Wernerson, Mats-Ola Carlsson, Michael Andersson, Stefan Pettersson und Stig Fredriksson nach Erfolgen über Inter Mailand und den FC Swarovski Tirol ins Endspiel um den UEFA-Pokal 1986/87 ein. Bei den Finalspielen gegen den schottischen Vertreter Dundee United kam er jeweils als Einwechselspieler kurz vor Spielende zum Einsatz und partizipierte somit am zweiten Europapokalsieg in der Vereinsgeschichte. Nachdem Bengtsson daraufhin den Klub verlassen hatte, führte sein Nachfolger Kjell Pettersson den Klub nach einem dritten Tabellenrang zum Saisonende nach Erfolgen über IFK Norrköping und den Vorjahresmeister Malmö FF zum Meistertitel. Hatten nach dem Europapokalsieg und dem Gewinn der Meisterschaft etliche Leistungsträger wie Glenn Hysén, Peter Larsson, Jari Rantanen oder Tord Holmgren den Klub verlassen, rutschte die Mannschaft in der Tabelle ab. Nach Ende der Spielzeit 1989, in der der Klub als Tabellensiebter die Meisterschaftsendrunde deutlich verpasst hatte, übernahm der vormalige Jugendtrainer Roger Gustafsson den Trainerposten. Im Zuge des Generationenwechsels wurde Zetterlunds Vertrag nicht verlängert.

### Lange Jahre bei Örebro SK und Wechsel nach Schottland
Lars Zetterlund im Jersey von Dundee United (1998)

Link zum Bild

(Bitte Urheberrechte beachten)
Zetterlund wechselte zum Örebro SK, wo er erneut auf Rolf Zetterlund als Trainer traf. Auf Anhieb Stammspieler erreichte er mit der Mannschaft um Pär Millqvist, Christer Fursth, Magnus Erlingmark und Sven Dahlkvist in der Spielzeit 1990 als Tabellendritter die Meisterschaftsendrunde, wo er gegen seinen vorherigen Klub IFK Göteborg im Halbfinale ausschied. Im Folgejahr verletzungsbedingt gebremst – er bestritt sechs der 18 möglichen Ligaspiele und vier der zehn Meisterschaftsendrundenspiele – verpasste er anschließend bis zum Ende der Spielzeit 1994 keine Ligapartie. Zeitweise in den Abstiegskampf verwickelt, belegte er 1994 hinter Serienmeister IFK Göteborg den zweiten Tabellenrang. Auch in den folgenden beiden Jahren war er an der Seite von Spielern wie Dan Sahlin, Sigurður Jónsson, Mirosław Kubisztal und Niclas Rasck Stammkraft. Am Ende der Spielzeit 1996 verabschiedete er sich nach 131 Ligaspielen vom Klub.
Ende Oktober 1996 unterschrieb Zetterlund einen Kontrakt bei Dundee United. Mit Erik Pedersen und Kjell Olofsson bildete er ein skandinavisches Trio, das Trainer Tommy McLean kurz nach seiner Amtsübernahme im Herbst des Jahres verpflichtet hatte und später mit Magnus Sköldmark, Göran Marklund und Sigurður Jónsson verstärkte. Er etablierte sich schnell in der Mannschaft und war bis Saisonende Stammspieler in Schottland. An der Seite von Robbie Winters, Maurice Malpas und Steven Pressley erreichte er mit der Mannschaft 1998 das Endspiel um den Scottish League Cup, in dem sich Celtic Glasgow durch Tore von Marc Rieper, Henrik Larsson und Craig Burley mit einem 3:0-Erfolg durchsetzte. Nachdem ihm bereits im Laufe des Jahres 1998 signalisiert worden war, dass sein im Sommer 1999 auslaufender Vertrag nicht verlängert werden würde, erlaubte ihm der Klub Ende März 1999 einen vorzeitigen Wechsel zurück zum Örebro SK.
An der Seite von Per Gawelin, Mats Rubarth und Fredrik Nordback war Zetterlund auf Anhieb Stammspieler und verhalf der Mannschaft in den Spielzeiten 1999 und Spielzeit 2000 zum Klassenerhalt. Anschließend kam er nur noch unregelmäßig zum Einsatz und beendete 2002 seine Karriere im höherklassigen Fußball.

### Karriereausklang und Start in die Trainerlaufbahn
Als Spielertrainer schloss sich Zetterlund Anfang 2003 dem Drittligaabsteiger IF Heimer an. In seiner zweiten Spielzeit mit dem Klub stieg er zum Saisonende in die dritte Liga auf, beendete aber Ende 2005 sein Engagement beim Klub nach dem in Folge einer Ligareform erfolgten direkten Wiederabstieg. Anschließend heuerte er beim Viertligisten IFK Eskilstuna an, bei dem er im Herbst des Jahres von Pascal Simpson beerbt wurde.
Später war Zetterlund Trainer der Zweitvertretung von Örebro SK. ÖSK Ungdom führte er 2009 in die viertklassige Division 2. Nach Saisonende kehrte er jedoch dem Klub den Rücken.